# 王銘淵
王銘淵（?—?），河南省光州直隸州固始縣人，清朝政治人物、進士出身。

## 生平
光緒十八年（1892年），参加光緒壬辰科殿試，登進士二甲67名。同年五月，改翰林院庶吉士。